# Herman II van Lotharingen
Herman II van Lotharingen (ca. 1049 - 20 september 1085) was  paltsgraaf van Lotharingen de zoon van paltsgraaf Hendrik I van Lotharingen (†1061) uit het geslacht der Ezzonen. Zijn moeder was Mathilde van Verdun (†1060), dochter van hertog Gozelo I van Lotharingen.
Paltsgraaf Herman II was gehuwd met Adelheid van Orlamünde-Weimar (+1100), dochter van graaf Otto I van Weimar, markgraaf van Thuringen en graaf van Orlamünde. Zij kregen geen kinderen en na zijn dood hertrouwde ze met Hendrik van Laach. Keizer Hendrik IV bevestigde zijn rechten als paltsgraaf.  Hendrik werd als eerste "paltsgraaf aan de Rijn" genoemd. In het Rijnland was hij graaf in de Ruhrgouw en de Zülpichgouw.

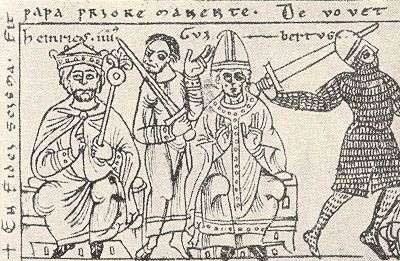
De keizerkroning van Hendrik IV (links) door tegenpaus Clemens III (31 maart 1084). Tussen hen beide staat als ceremoniezwaarddrager, paltsgraaf Herman II van Lotharingen. Pentekening in de kroniek van Otto van Fresing, Codex Jenensis Bose q.6 (1157)

## Graaf van Brabant
Afgaande op de annalen van de Abdij van Maria Laach (Annales Lacenses) zou paltsgraaf Herman ook graaf van Brabant geweest zijn. Historisch onderzoek heeft aangetoond dat de graven van Leuven (voorvaderen van de hertogen van Brabant) pas omstreeks de jaarwisseling van 1085-1086 het graafschap Brabant verwierven. Het handelt dan over de regio tussen de rivieren de Dender en de Zenne. Dit gebied werd onder vorm van landgraafschap door keizer Hendrik IV in leen gegeven aan graaf Hendrik III van Leuven. Voordien behoorde het rijksleen tot het ambtsgoed van paltsgraaf Herman II.

## Stichter van de abdij van Affligem
Tussen 1061/1062 en 1085 domineert paltsgraaf Herman II ook de eremitische ontstaansperiode van de abdij van Affligem. Die werd vermoedelijk gesticht op 28 juni 1062, door toedoen van de minderjarigheidsvoogd van paltsgraaf Herman II, aartsbisschop Anno II van Keulen (+1075). Paltsgraaf Herman mag als beschermheer van het eerste kerkgebouw beschouwd worden (1083). Hij schonk op 31 maart 1084 ook een deel van het domein voor de oprichting van de eigenlijke abdij, die in 1086 zou ingewijd worden. Paltsgraaf Herman II heeft de indrukwekkende stichting echter niet zelf kunnen voltooien.

## Laatste Lotharinger op burcht Ename
Tot zijn meerderjarigheid stond Herman onder de voogdij van de Anno II van Keulen. Deze veroorloofde het zich (onder meer als voogd over de minderjarige Hendrik IV) het allodium van Ename aan Boudewijn V van Vlaanderen over te maken, nadat deze zich na een lange rebellieperiode in 1056 tot een eed van trouw aan het Duitse Keizerrijk had verbonden. De graaf van Vlaanderen werd aansluitend in het markgraafschap Ename (een Duits rijksleen) gevestigd (ca. 1062/1063).

## Stichter van de burcht Dalhem
In 1076 liet hij de burcht Dalhem bij Luik bouwen als verdediging tegen de graaf van Limburg, Udo van Limburg. Hij sneuvelde op 20 september 1085 nabij zijn burcht in een tweegevecht tegen graaf Albert III van Namen.

## Voorouders
| Voorouders van Herman II van Lotharingen | Voorouders van Herman II van Lotharingen                        | Voorouders van Herman II van Lotharingen                        | Voorouders van Herman II van Lotharingen                        | Voorouders van Herman II van Lotharingen                        | Voorouders van Herman II van Lotharingen                             | Voorouders van Herman II van Lotharingen                             | Voorouders van Herman II van Lotharingen                        | Voorouders van Herman II van Lotharingen                        |
| ---------------------------------------- | --------------------------------------------------------------- | --------------------------------------------------------------- | --------------------------------------------------------------- | --------------------------------------------------------------- | -------------------------------------------------------------------- | -------------------------------------------------------------------- | --------------------------------------------------------------- | --------------------------------------------------------------- |
| Overgrootouders                          | Herman van Lotharingen (920–996) ∞ Heilwig van Dillingen (-)    | Herman van Lotharingen (920–996) ∞ Heilwig van Dillingen (-)    | ? (-) ∞ ? (–)                                                   | ? (-) ∞ ? (–)                                                   | Godfried van Verdun (±930–1002) ∞ 963 Mathilde van Saksen (942-1008) | Godfried van Verdun (±930–1002) ∞ 963 Mathilde van Saksen (942-1008) | ? (-) ∞ ? (–)                                                   | ? (-) ∞ ? (–)                                                   |
| Grootouders                              | Hezzelin (-1033) ∞ ? (–)                                        | Hezzelin (-1033) ∞ ? (–)                                        | Hezzelin (-1033) ∞ ? (–)                                        | Hezzelin (-1033) ∞ ? (–)                                        | Gozelo I van Verdun (963/970-1044) ∞ ? (-)                           | Gozelo I van Verdun (963/970-1044) ∞ ? (-)                           | Gozelo I van Verdun (963/970-1044) ∞ ? (-)                      | Gozelo I van Verdun (963/970-1044) ∞ ? (-)                      |
| Ouders                                   | Hendrik I van Lotharingen (-1061) ∞ Mathilde van Verdun (-1060) | Hendrik I van Lotharingen (-1061) ∞ Mathilde van Verdun (-1060) | Hendrik I van Lotharingen (-1061) ∞ Mathilde van Verdun (-1060) | Hendrik I van Lotharingen (-1061) ∞ Mathilde van Verdun (-1060) | Hendrik I van Lotharingen (-1061) ∞ Mathilde van Verdun (-1060)      | Hendrik I van Lotharingen (-1061) ∞ Mathilde van Verdun (-1060)      | Hendrik I van Lotharingen (-1061) ∞ Mathilde van Verdun (-1060) | Hendrik I van Lotharingen (-1061) ∞ Mathilde van Verdun (-1060) |
| Herman II van Lotharingen (ca.1050-1085) |                                                                 |                                                                 |                                                                 |                                                                 |                                                                      |                                                                      |                                                                 |                                                                 |